# Prekérní intelektuál
Prekérní intelektuál je terminus technicus pro vysokoškolsky vzdělaného člověka, který je zaměstnavateli či celým společenským systémem nucen vykonávat práci za nevýhodných podmínek, žít v trvalé nejistotě a strachu o své zaměstnání, při neplnohodnotném pracovním úvazku (práce jen na částečný úvazek, opakované smlouvy na dobu určitou, smlouvy o provedení práce či pracovní činnosti) atd.
K tomu patří i to, že kromě materiální a sociální nejistoty takový člověk nemůže vykonávat tu intelektuální činnost, ke které má vzdělání, životní zkušenosti a další předpoklady, a tím pádem dochází k jeho deprivaci v oblasti vědy.
O tomto jevu sociologové píší, jako by se jednalo o produkt kapitalismu v postindustriální společnosti. Přitom mnozí takovýto druh společenské šikany bohatě zažívali již za doby socialismu. Jedná se o způsob, jak manipulovat člověkem, "držet ho na uzdě", vyhrožovat, deprivovat, deprimovat, ponižovat, deklasovat.
Termín Prekérní intelektuál se v literatuře objevil v obsáhlé francouzské monografii Les Intellos précaires, Fayard, 2001, autorek: Anne a Marine Rambach. Další monografii na toto téma uvedly obě spisovatelky o osm let později: Les Nouveaux Intellos précaires, Stock, 2009. Z českých sociologů se této problematice věnuje Jan Keller.